# On the Pulse of Morning

Maya Angelou recitando seu poema "On the Pulse of Morning" na posse do presidente Bill Clinton em 1993.

"On the Pulse of Morning" é um poema da Maya Angelou. Recitado originalmente na investidura presidencial de Bill Clinton de 1993, tematiza a inclusão social e responsabilidade. Este garantiu o Grammy Award para a autora na categoria "Best Spoken Word".